# Cầu vượt Daewoo
Cầu vượt Daewoo là cầu vượt tại nút giao thông Nguyễn Chí Thanh - Kim Mã thuộc địa phận quận Ba Đình, Hà Nội. Cầu được xây dựng theo công nghệ dầm thép lắp ghép lớn nhất Việt Nam và là cầu vượt bằng thép thứ 7 tại Hà Nội, có chiều dài 270 mét, rộng 16 mét cho 4 làn xe lưu thông. Cầu được khởi công xây dựng vào ngày 6 tháng 2 năm 2013 và chính thức khánh thành ngày 5 tháng 10 năm 2013 sau 8 tháng thi công, với tổng kinh phí hơn 360 tỷ đồng.
Kết cấu cầu có nhịp dầm hộp thép liên hợp bản bê tông cốt thép (BTCT), đồng thời mố cầu sử dụng dạng chữ U khoan nhồi. Cầu vượt Daewoo là cầu vượt bằng thép đầu tiên có cấu tạo dầm thép tiết diện hộp hở và có khẩu độ nhịp lớn nhất trong tất cả các cầu dầm thép tại Việt Nam.